# Načrt
Načrt je vnaprej določeno zaporedje dejanj, katerih namen je doseganje določenega cilja. Načrtovanje je postopek izdelave načrta, projektiranje pa postopek izdelave projekta (tehnične dokumentacije) v tehniki, to je v gradbeništvu, strojništvu, elektrotehniki ipd.
Formalni, strukturirani načrti so pogosti pri projektih v gospodarstvu, invazijah v času vojne ipd. Pri njihovem izdelovanju in izvajanju po navadi sodeluje več ljudi. Neformalne (t. i. ad hoc) načrte izdelujejo posamezniki za doseganje osebnih ciljev, pogosto so samo v obliki abstraktne ideje.